# یوانی
یوانی (به چکی: Jevany) یک منطقهٔ مسکونی در جمهوری چک است که در ناحیه پراگ-شرق واقع شده‌است.